# Бокстел
Бокстел (нід. Boxtel) — муніципалітет і місто на півдні Нідерландів, у провінції Північний Брабант.
Крім однойменного міста до складу муніципалітету Бокстел входять населені пункти Ес, Леннісевел і Лімпде.

## Топографія
Нідерландська топографічна карта муніципалітету Бокстел, 2021

## Визначні мешканці
- Діана ван Гірсберген (нар. 1985) — нідерландська співачка, авторка-виконавиця й композиторка.
- Єрун Делме (нар. 1973) — нідерландський хокеїст на траві, дворазовий олімпійський чемпіон.
- Франк ван дер Стрейк (нар. 1985) — нідерландський футболіст.
- Майкл ван Гервен (нар. 1989) — нідерландський гравець у дартс, триразовий чемпіон світу.

## Галерея

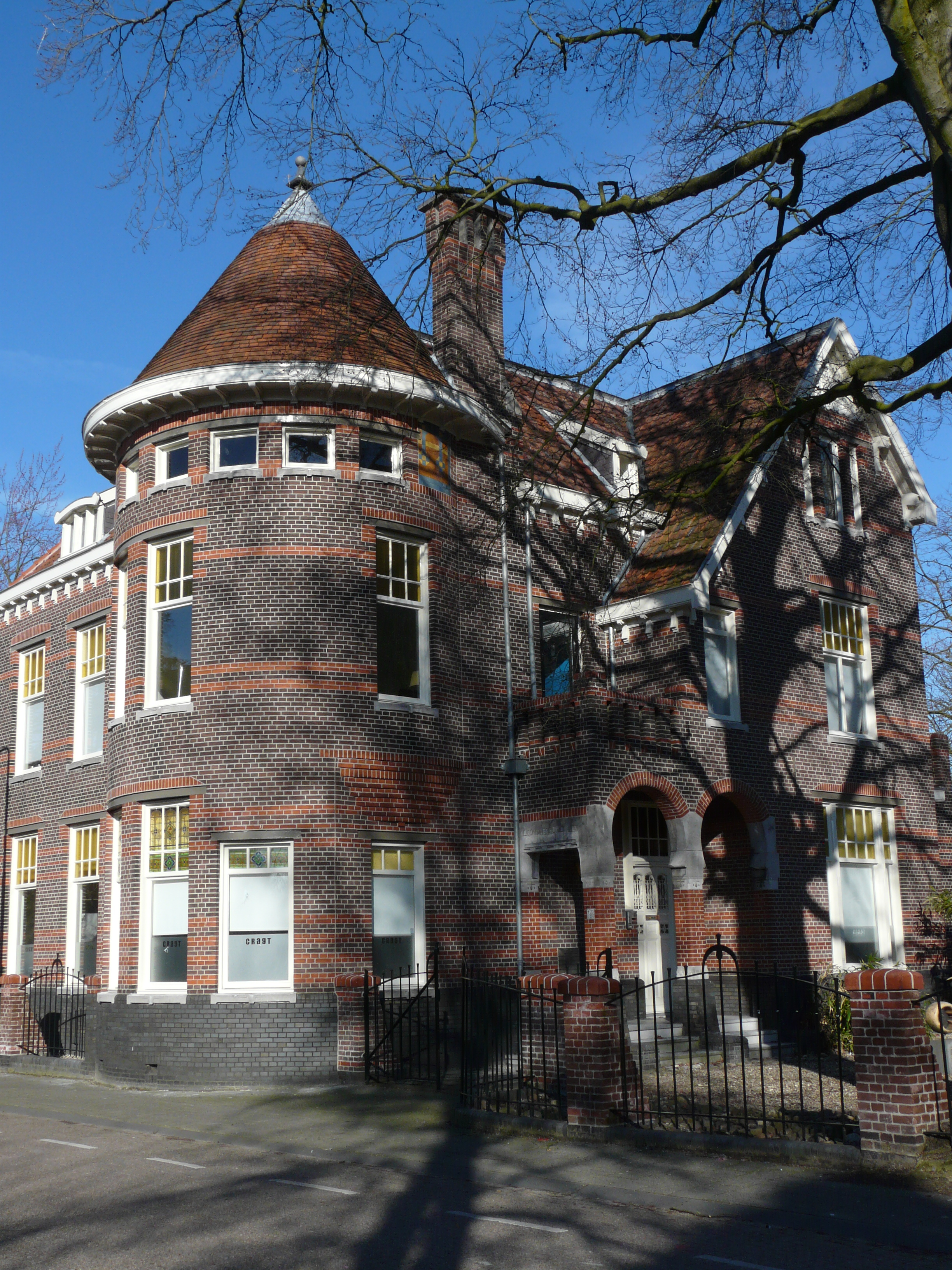
Будинок у Бокстелі
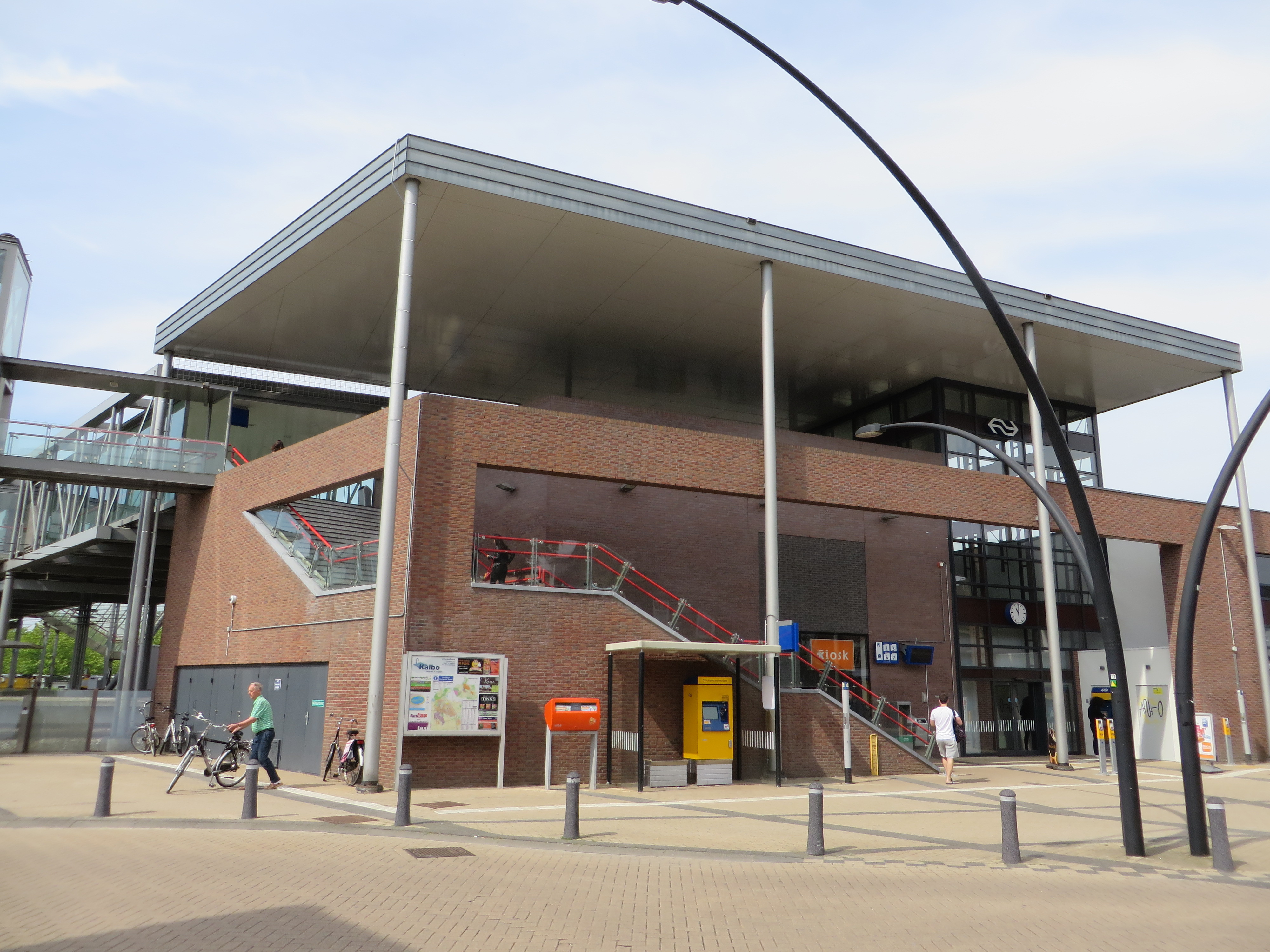
Залізнична станція
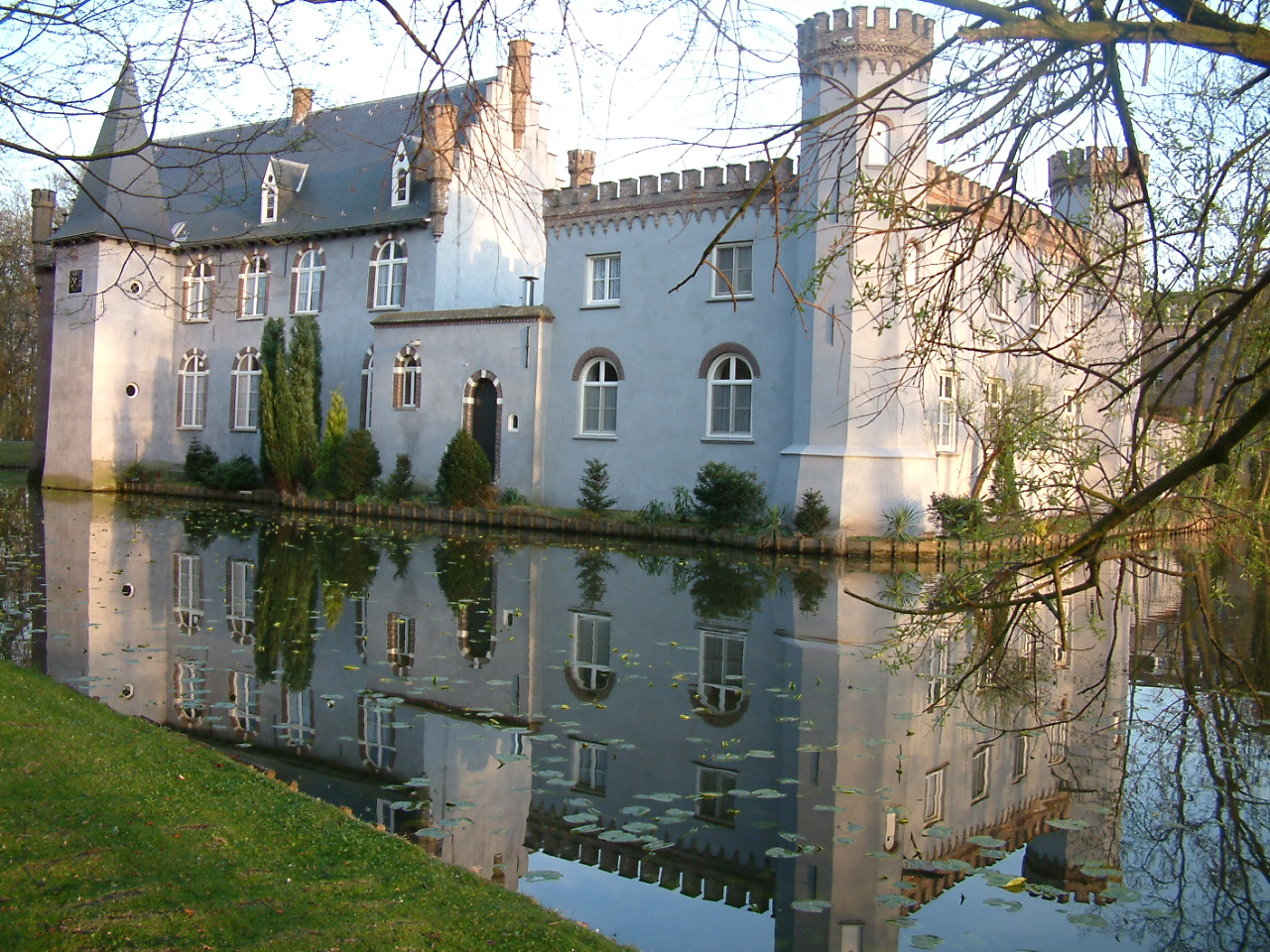
Замок Stapelen
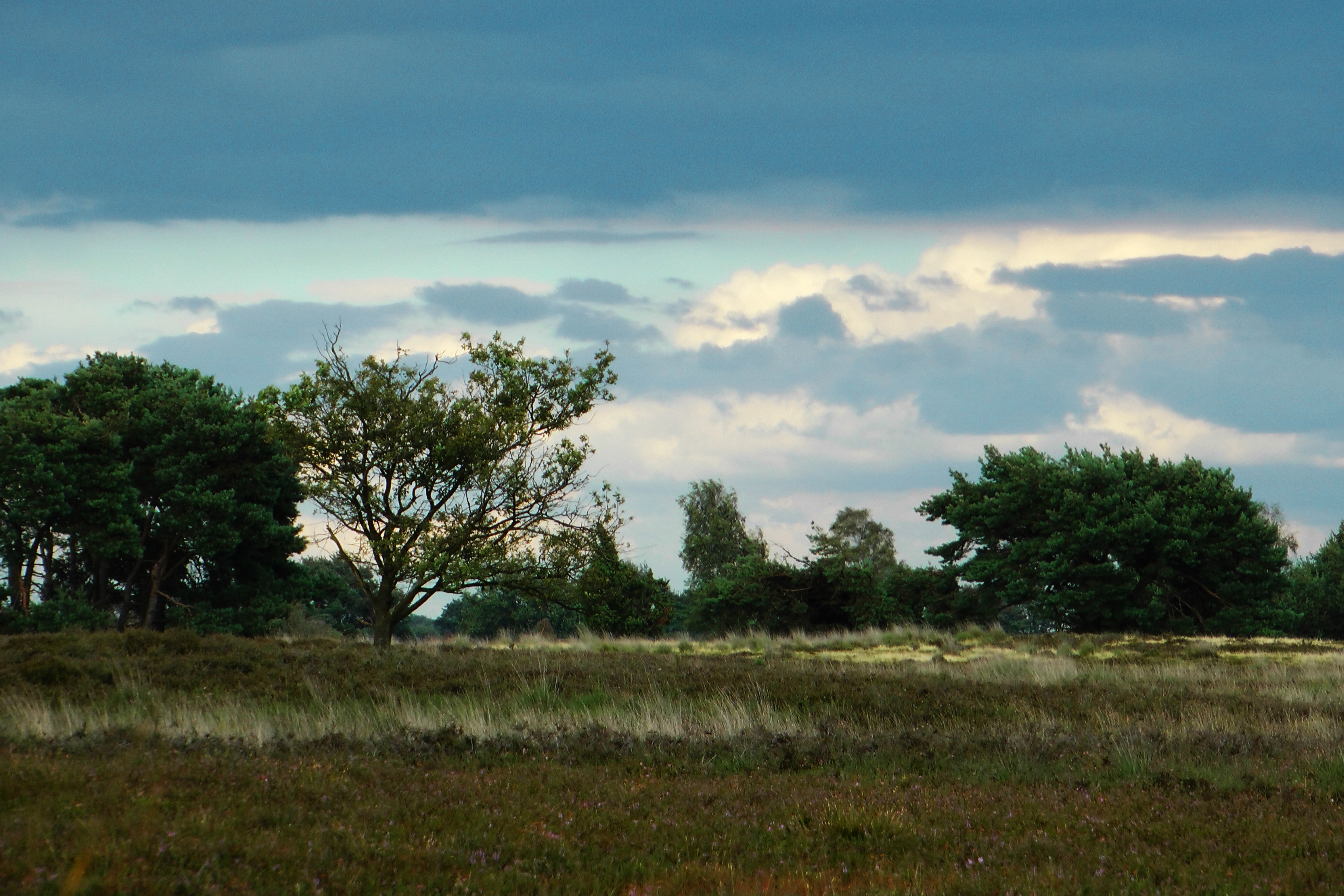
Природа навколо міста
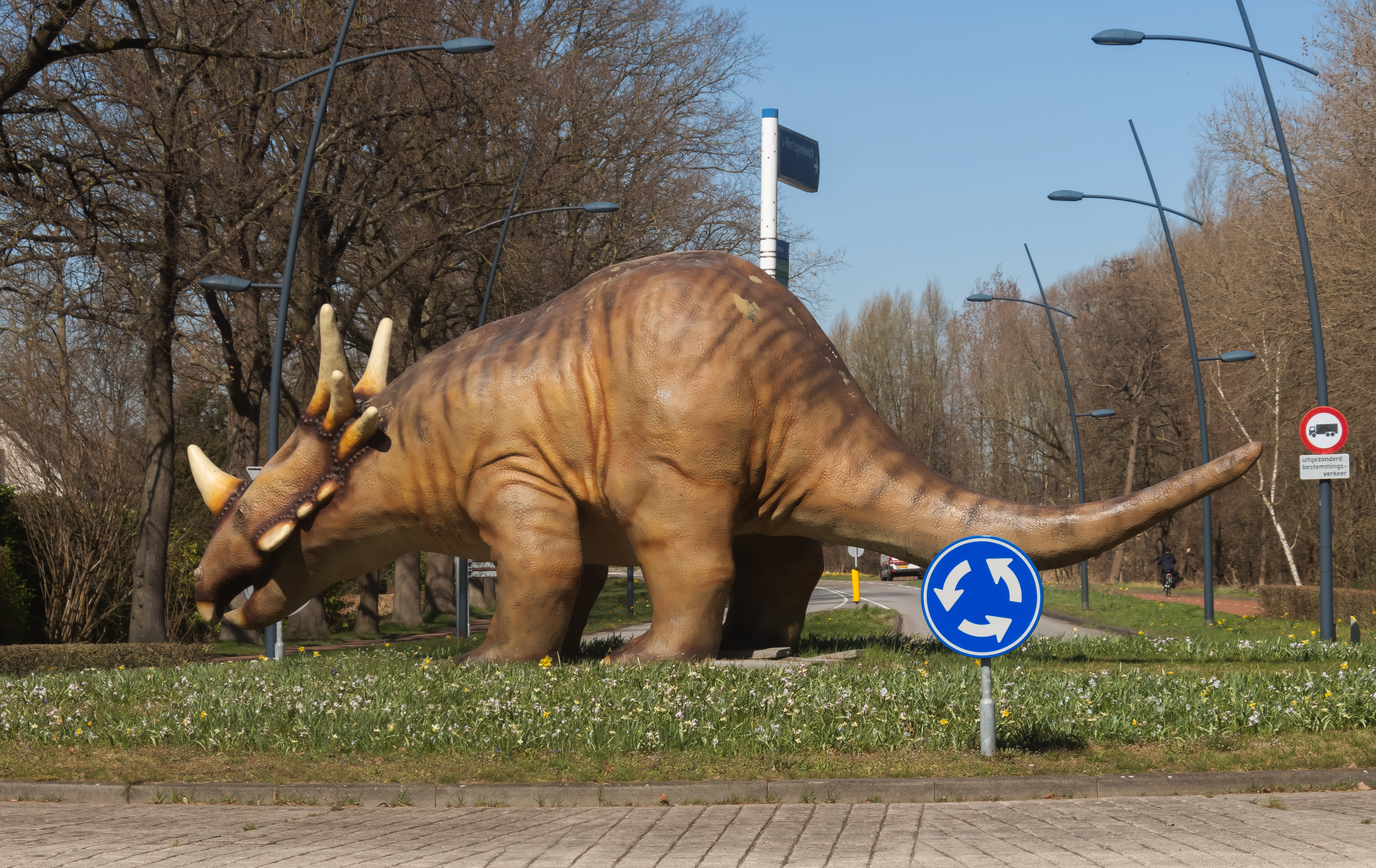
Кругове перехрестя в Бокстелі